# ابن السمرقندي
أبو القاسم إسماعيل بن أحمد بن عمر بن أبي الأشعث السمرقندي دمشقي المولد بغدادي الوطن، أحد رواة الحديث النبوي.

## طلبه للعلم
ولد بدمشق في رمضان سنة 454 هـ. سمع أبا بكر الخطيب، وعبد الدائم بن الحسن، وأبا نصر بن طلاب، وأحمد بن عبد الواحد بن أبي الحديد، وعبد العزيز الكتاني، ثم انتقل به الوالد إلى بغداد، فسمع من أبي جعفر بن المسلمة، وأبي محمد بن هزارمرد، وعبد العزيز بن علي السكري، وأبي الحسين بن النقور، وأحمد بن علي بن منتاب، ومالك البانياسي، وطاهر بن الحسين القواس، وإبراهيم بن عبد الواحد القطان، وعاصم بن الحسن، وابن الأخضر الأنباري، وجعفر بن يحيى الحكاك، ومحمد بن هبة الله اللالكائي، وابن خيرون، ورزق الله التميمي، وأحمد بن علي بن أبي عثمان، ومحمد بن أحمد بن أبي الصقر، ويوسف بن الحسن التفكري، وإسماعيل بن مسعدة، وطراد الزينبي، والنعالي وعبد الكريم بن رزمة، وأبي علي بن البناء، وأحمد بن الحسين العطار، وعبد الله بن الحسن الخلال، ويوسف المهرواني، وعبد السيد بن محمد الصباغ، وأبي نصر الزينبي ووالده، وأبي إسحاق الشيرازي، وعبد الباقي بن محمد العطار، وابن البسري.
ثم قدم إسماعيل الشام، وسمع بالقدس من مكي الرميلي، وروى الكثير من الأحاديث.
حدث عنه: السلفي، وابن عساكر والسمعاني، وأعز بن علي الظهيري، وإسماعيل بن أحمد الكاتب، وسعيد بن عطاف، ويحيى بن ياقوت، وعمر بن طبرزد، وزيد بن الحسن الكندي، ومحمد بن أبي تمام بن لزوا، وعلي بن هبل الطبيب، وسليمان بن محمد الموصلي، وعبد العزيز بن الأخضر، وموسى بن سعيد بن الصيقل.

## مكانته العلمية
قال السمعاني: «قرأت عليه الكتب الكبار والأجزاء، وسمعت أبا العلاء العطار بهمذان يقول: ما أعدل بأبي القاسم بن السمرقندي أحدا من شيوخ العراق وخراسان». قال عمر البسطامي: أبو القاسم إسناد خراسان والعراق}}. قال ابن السمرقندي: «ما بقي أحد يروي معجم ابن جميع غيري ولا عن عبد الدائم الهلالي». قال ابن عساكر: «كان ثقة مكثرا، صاحب أصول، دلالا في الكتب، سمعته يقول: أنا أبو هريرة في ابن النقور». قال ابن عساكر: «وعاش إلى أن خلت بغداد، وصار محدثها كثرة وإسنادا، حتى صار يطلب على التسميع بعد حرصه على التحديث، أملى بجامع المنصور أزيد من ثلاث مائة مجلس، وكان له بخت في بيع الكتب، باع مرة صحيحي البخاري ومسلم في مجلدة لطيفة بخط الصوري بعشرين دينارا، وقال: وقعت علي بقيراط، لأني اشتريتها وكتابا آخر بدينار وقيراط، فبعت الكتاب بدينار». قال السلفي: «هو ثقة، له أنس بمعرفة الرجال، كان ثقة يعرف الحديث، وسمع الكتب، وكان أخوه أبو محمد عالما ثقة فاضلا، ذا لسن».

## مؤلفاته
- ما قرب سنده من حديث أبي القاسم السمرقندي.
- المجلس من أمالي أبي القاسم السمرقندي.[2]

## وفاته
توفي في السادس والعشرين من ذي القعدة سنة 536 هـ.